# Ruta 95 (Chile)
La Ruta 95 es una carretera chilena que recorre de norte a sur parte de la provincia de Cachapoal, en la Región del Libertador Bernardo O´Higgins, en el Valle Central de Chile. La carretera se inicia en Codegua y finaliza en la localidad de Los Lirios. Corresponde al trazado urbano de la ex Ruta 5 Sur, en el sector popularmente conocido como "Ruta Travesía", a su paso por la ciudad de Rancagua. 

## Ruta Nacional
Mediante el Decreto 7 del Ministerio de Obras Públicas, publicado en mayo de 2024, fue designado Camino Nacional, asignándosele el rol Ruta 95 al camino anteriormente conocido como "Ruta Travesía", que comprende el trazado que abarca los sectores de Codegua, Graneros, Rancagua y Los Lirios. Esta ruta anteriormente fue parte del trazado histórico de la Ruta 5.

### Áreas Geográficas y Urbanas
- Kilómetro 0 Enlace Santa Blanca, acceso norte a Rancagua desde la Ruta 5, conexión con Autopista del Maipo.
- Kilómetro 1 Enlace Ruta H-11, acceso a la ciudad de Codegua.
- Kilómetro 4 Enlace Ruta H-17, acceso a Graneros.
- Kilómetro 16 Zona Urbana de Rancagua; enlace con la Ruta H-29.
- Kilómetro 21 Enlace Ruta H-405, mediante el paso superior Gultro, en el sector de El Olivar.
- Kilómetro 25 Enlace Los Lirios, acceso sur a Rancagua desde la Ruta 5, en la localidad de Los Lirios, conexión con Autopista del Maipo.